# Lecane romeroi
Lecane romeroi är en hjuldjursart som först beskrevs av Pardo 1931.  Lecane romeroi ingår i släktet Lecane och familjen Lecanidae. Inga underarter finns listade i Catalogue of Life.